# Henry Hurd Rusby
Henry Hurd Rusby, född den 26 april 1855 i Franklin, New Jersey, död den 18 november 1940 i Sarasota, Florida, var en amerikansk botaniker och en av grundarna till New York Botanical Garden.
Mellan 1880 och 1921 gjorde han ett flertal expeditioner i sydvästra USA, Central- och Sydamerika. Han samlade in över 60 000 botaniska prover och beskrev över 1 000 nya växtarter. Hans skollärare uppmuntrade honom till att starta ett eget herbarium, som vann första pris vid Centennial Exposition (världsutställningen 1876)
Auktorsnamnet Rusby kan användas för Henry Hurd Rusby i samband med ett vetenskapligt namn inom botaniken; se Wikipediaartiklar som länkar till auktorsnamnet.